# Obrium complanatum
Obrium complanatum är en skalbaggsart som beskrevs av J. Linsley Gressitt 1942. Obrium complanatum ingår i släktet Obrium och familjen långhorningar. Inga underarter finns listade i Catalogue of Life.